# Castello di Riomaggiore
Il castello di Riomaggiore è un edificio storico situato nella parte alta del centro storico di Riomaggiore, nelle Cinque Terre, in provincia della Spezia. Utilizzato in origine a scopo difensivo, poi convertito in cimitero, oggi il sito è utilizzato dalla locale amministrazione comunale come sala convegni e centro culturale.

## Storia e descrizione
Secondo le fonti storiche un primo edificio difensivo fu edificato dai marchesi Turcotti nel 1260, signori del borgo di Ripalta presso Borghetto di Vara, sui ruderi di un preesistente sito (denominato "castellazzo") presso il colle di Cerricò.
Dopo la dominazione del conte Nicolò Fieschi, un nuovo castello, situato sul colle che divide la valle del Rio Maggiore da quella del Rio Finale, fu definitivamente portato a termine dalla Repubblica di Genova in un periodo tra il XV e XVI secolo.
Con l'avvento della dominazione francese di Napoleone Bonaparte, e quindi con la Repubblica Ligure, l'area interna del fortilizio fu riempita di terra e destinata a cimitero.
Sul finire del XX secolo l'intero complesso verrà sottoposto ad un recupero generale, convertendo l'area a centro culturale.
La struttura si presenta a forma quadrangolare, con due grosse e tozze torri circolari.

## Galleria d'immagini

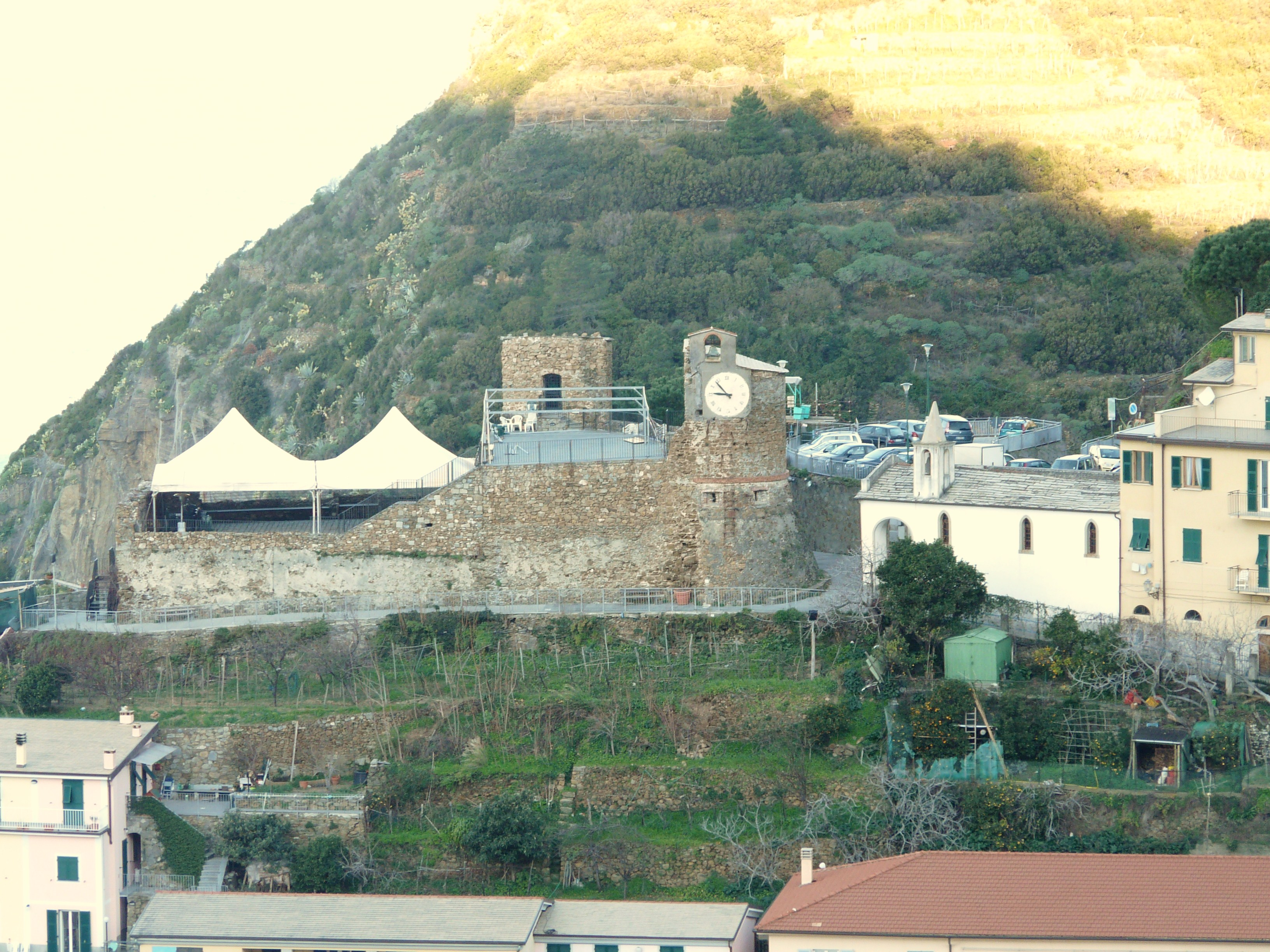
Particolare della torre con orologio
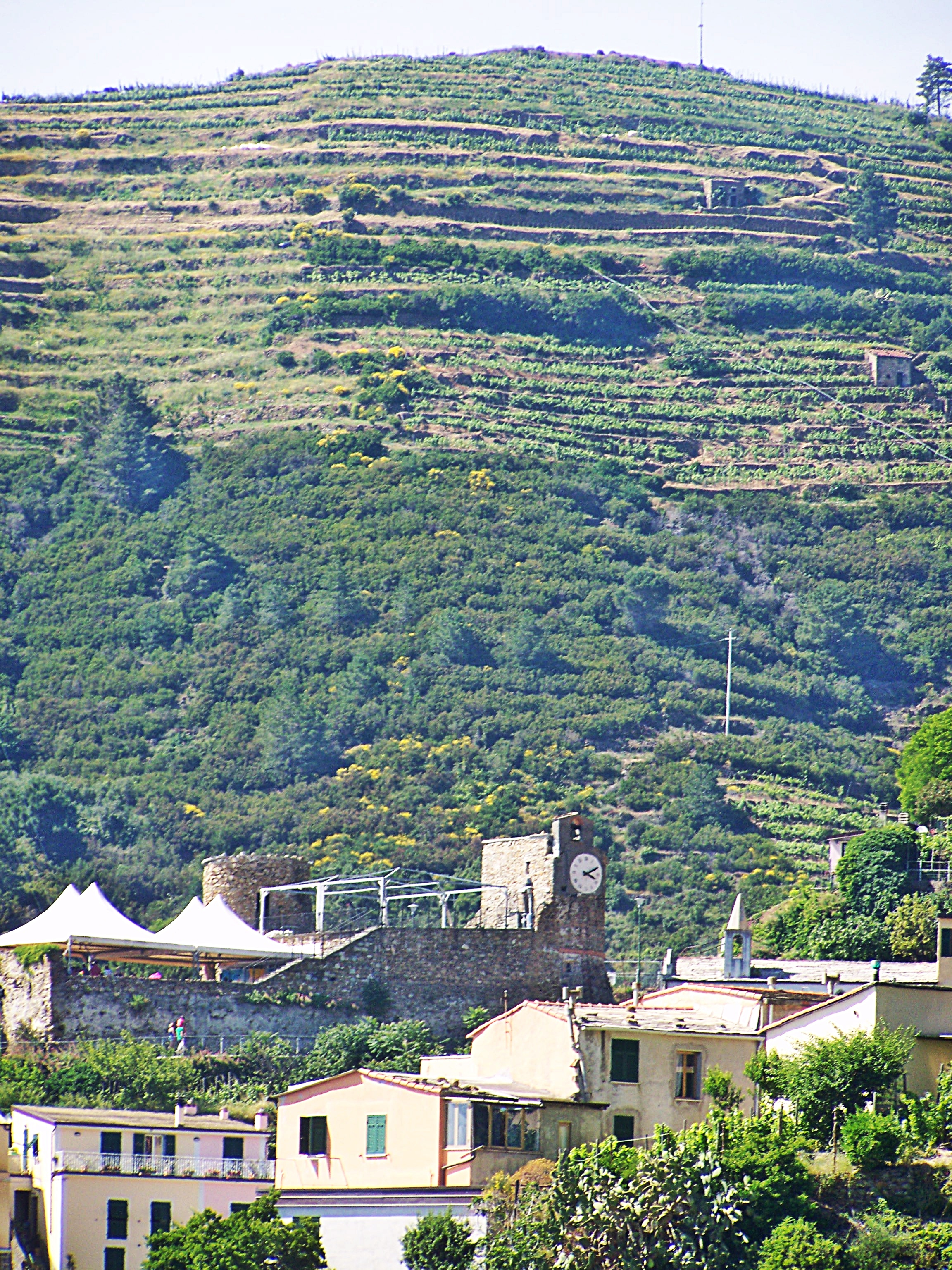
Il castello e, sullo sfondo, le coltivazioni viticole